# فرانك ديمبسي
فرانك ديمبسي (بالإنجليزية: Frank Dempsey)‏ هو لاعب كرة قدم أمريكية أمريكي، ولد في 27 مايو 1925 في دوثان في الولايات المتحدة، وتوفي في 1 يونيو 2013 في أوكفيل في كندا.

## وصلات خارجية
- فرانك ديمبسي على موقع مرجع كرة القدم المحترفة.كوم (الإنجليزية)